# Mathias von Flurl

Mathias von Flurl
(Ölgemälde aus der Bildergalerie der Bayerischen Akademie der Wissenschaften, Foto: BAdW)

Mathias Bartholomäus Ritter von Flurl, auch Matthias (* 5. Februar 1756 in Straubing, Kurfürstentum Bayern; † 27. Juli 1823 in Kissingen, Königreich Bayern) gilt als Begründer der bayerischen Mineralogie und Geologie.

## Leben

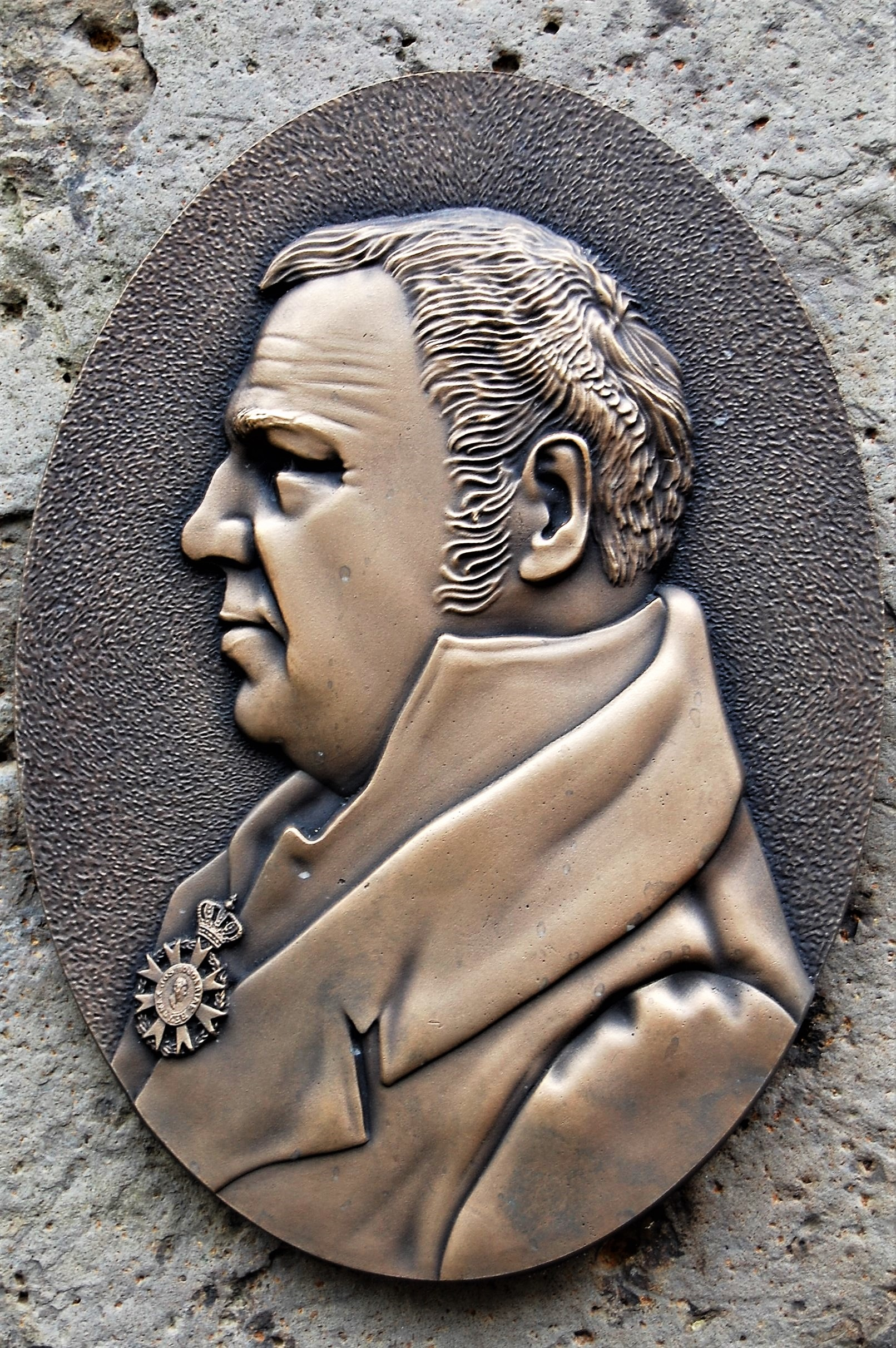
Bildnis des Mathias von Flurl auf einem Denkmal auf dem Kapellenfriedhof (Bad Kissingen), enthüllt am 15. Juli 2017

Ursprünglich sollte Flurl Geistlicher werden, legte aber schon bald den Schwerpunkt seiner Studien auf das physikalische Gebiet. 1781 wurde er Professor an der Marianischen Landakademie in München und war auch Mitglied der Illuminaten. Bald entwickelte er eine Vorliebe für mineralogische Studien. 1787 wurde er auf Empfehlung des Grafen Sigmund von Haimhausen zum Bergrat und 1788 zum Kommissär der Porzellanmanufaktur Nymphenburg ernannt, die er modernisierte. Im Jahre 1792 veröffentlichte er die erste geologische Übersicht Bayerns mit dem Titel „Beschreibung der Gebirge von Baiern und der oberen Pfalz“ mit der ersten geologischen Karte Bayerns. Damit begründete er die Forschung zur Mineralogie und Geologie in Bayern. 1797 wurde er ordentliches Mitglied der Bayerischen Akademie der Wissenschaften.
Ab 1802 regte er Kurfürst Max IV. Joseph zum Kauf verschiedener Mineraliensammlungen an, wodurch der Grundstock der Mineralogischen Staatssammlung München und der Geowissenschaftlichen Sammlung des späteren Landesamtes für Umwelt gelegt wurde. Für die Übergabe seiner privaten Sammlung im Jahr 1820 erhielt er eine Leibrente. Nach seinem Tod 1823 wurden auch die Restbestände seiner Sammlung angekauft.
1807 wurde er Mitglied des von König Maximilian I. neu geschaffenen Salinenrats unter dem Vorsitz von Joseph von Utzschneider,
wobei er für das ebenfalls zentralisierte Berg- und Münzwesen verantwortlich bleiben sollte.
Als General-Salinen-Administrator veranstaltete er am 21. Dezember 1817 die feierliche Einweihung der von Georg von Reichenbach gebauten Berchtesgadener Soleleitung.
1820 wurde der 1808 in den Adelsstand erhobene Ritter Vorstand der Königlichen General-Bergwerks-Salinen- und Münzadministration.
In seiner Eigenschaft als bayerischer Salineninspektor reiste er 1827 zur Oberen Saline in Klosterhausen. Unmittelbar nach seiner Ankunft erlitt er einen Schlaganfall. Flurl wurde noch am selben Tag auf dem Bad Kissinger Kapellenfriedhof bestattet.

## Ehrungen
- Denkmal auf dem Bad Kissinger Kapellenfriedhof (2017)

## Schriften
- Geschichte und Erdebeschreibung von Pfalzbaiern (1787)
- Beschreibung der Gebirge von Baiern und der oberen Pfalz (1792; Reprints Heidelberg 1972 und München 1992)
- Rede von dem Einfluße der Wissenschaften, insbesondere der Naturkunde, auf die Kultur einer Nation (1799)
- Grundlinien der Naturgeschichte. Zum Unterrichte für Schulen und den gemeinen Mann (1801)
- Uiber die Gebirgsformationen in den dermaligen Churpfalzbaier. Staaten. (1805, Akademievorlesung)
- Aeltere Geschichte der Saline Reichenhall, vorzüglich in technischer Hinsicht bis zur Erbauung der Hülfs-Saline Traunstein (1809)
- Ueber das Vorkommen der Steinkohlen zu Häring, sowohl in geognostischer als oryktognostischer Rücksicht (1811)
- Einige Nachrichten über die schon öfters vorgeschlagene u. mit Ende Decembers 1817 zu Stande gekommene merkwürdige Salzwasserleitung von Berchtesgaden nach Reichenhall (1818)